# Soběsuky (zámek)
Soběsuky jsou zaniklý zámek ve stejnojmenné vesnici u Chban v okrese Chomutov. Vznikl v první polovině sedmnáctého století přestavbou starší tvrze. Ve druhé polovině dvacátého století chátral, až byl roku 1990 zbořen. Jiří Úlovec klade zánik objektu již před toto datum.

## Historie
Na místě zámku původně stávala tvrz, která se poprvé zmiňuje roku 1623, kdy byla zkonfiskována Vilémovi staršímu Doupovci z Doupova za účast na stavovském povstání a prodána Augustinu Schmidovi ze Schmidbachu. Následující majitel, rytíř Rajský z Dubnice, nechal ve čtyřicátých letech sedmnáctého století postavit na místě tvrze zámek s parkem. V první polovině osmnáctého století za vlastnictví hraběnky Terezie Pöttingové došlo k barokní přestavbě. Hraběnka Soběsuky koupila od rodu Klebelsberků a v roce 1723 jim je prodala zpět. K poslední přestavbě došlo v roce 1771, kdy byl zámek v majetku kadaňského měšťana Václava Glasera. V roce 1945 přešlo panství do rukou státu, zámek byl opuštěn a chátral. Koncem šedesátých let dvacátého století se v zámečku zřítily stropy, později došlo k destrukci části jižního průčelí a severního rizalitu se schodištěm do prvního patra. Na základě havarijního stavu byl zámek roku 1987 zbaven statusu kulturní památky a v roce 1990, nebo krátce před tímto rokem zbořen. Památková ochrana zámeckého parku byla zrušena až v roce 2013.

## Podoba
Jednalo se o jednopatrovou budovu obdélníkového půdorysu s mansardovou střechou. Na delších stěnách se nacházely středové rizality. Fasáda byla rozdělena římsou se dvěma řadami pilastrů. V přízemí se nacházela středová hala s valenou klenbou a lunetami. Na schodišti byly umístěny dvě dřevěné sochy pandurů ze druhé poloviny osmnáctého století. Po stranách haly bývaly čtyři místnosti, z nichž dvě byly zdobené štukovými zrcadly. Průčelí budovy zdobil erb rodu Klebelsberků.
V parku nechali majitelé vybudovat dvě jezírka, ze kterých odtékala voda do Ohře.